# ابن المغازلي
أبو الحسن، علي بن محمد بن محمد بن الطيب الجُلّابي، المعروف بابن المغازلي، الحافظ  الشافعي، واسطي المولد والوفاة، فقيه ومؤرخ وشاعر، صنّف في التاريخ والحديث وغيرها

## اسمه وكنيته ولقبه
هو أبو الحسن، أو أبو محمّد، علي بن محمّد بن محمّد بن الطيّب، الشهير بابن المغازلي وهو أشهر كناه. ويلقب الجلّابي والواسطي ومؤرّخ واسط وخطيب واسط.
و«الجلّابي» نسبة إلى جُلّاب بالضمّ، معرّب «كلاب» أي ماء الورد، واشتهر به إمّا لكون أخذه شغلاً لنفسه ودرّ معاشه أو كان شغلا لبعض أسلافه، وإما لكونه من أهل قرية الجلابيّة إحدى قرى واسط.
والمغازلي وجه الاشتهار به، أنّ أحد أسلافه كان نزيلا بمحلّة المغازليّين في واسط.

## نشأته وولادته
ولد بواسط بلدة في العراق ولم يحدد المؤرخون سنة ولادته، ووالده هو محمّد بن محمّد بن الطيّب، وكان خطيبًا معدودًا في علماء واسط قاضيًا في المرافعات.
وابنه: أبو عبد الله، محمّد بن علي بن محمّد الجلابي، كان ولي القضاء والحكومة بواسط ، نيابةً عن أبي العباس أحمد بن بختيار المنادائي، وكان شيخاً عالماً فاضلاً، سمع أباه وأبا الحسن محمّد بن محمّد بن مخلّد الأزدي، وأبا علي إسماعيل بن أحمد بن كماري القاضي، وغيرهم.

## مذهبه ومسلكه
كان شافعيا فروعًا، أشعريًا أصولًا، كما هي طريقة أكثر الشافعية وقلما يوجد فيهم طريقة الاعتزال أو الماتريديّة أو غيرهما من المسالك والعقائد.

## مشايخ المؤلف في الدراية والرواية
أخذ وروى عن جمّ غفير من حملة الحديث والفقهاء، منهم:
1- أبو الحسن علي بن عمر بن عبد اللّه بن عمر بن شوذب القاضي الشافعي الواسطي.
2- أبو طاهر محمّد بن علي بن محمّد بن عبد اللّه البيّع البغدادي الشافعي.
3- أبو غالب محمّد بن أحمد بن سهل النحوي الواسطي الشافعي المتوفى سنة 462 المعروف بابن الخالة، وممّا روى عنه حديث:  حديث الطير، وحديث الثقلين.
4- أبو بكر محمّد بن عبد الوهاب بن طاوان السمسار الشافعي الواسطي، ممّا روى عنه: حديث الغدير بعدّة أسانيد، وحديث المنزلة، وقضيّة مجلس المنصور وبحثه مع الأعمش.
5- القاضي أبو محمّد يوسف بن رياح بن علي بن موسى بن عبد اللّه الكوفي الحنفي من قبيلة بني حنيفة.
6- أبو طالب محمّد بن أحمد بن عثمان بن الفرج الأزهري، وممّا روى عنه: حديث الغدير بأسانيد، وحديث المباهلة.
7- أبو القاسم عبد الواحد بن علي بن العباس البزاز الواسطي الشافعي.
8- أبو نصر أحمد بن موسى بن عبد الوهاب الطحان الواسطي الشافعي.
9- القاضي أبو الخطاب عبد الرحمان بن عبد اللّه الإسكافي الشافعي، ممّا روى عنه: حديث الراية بطرق.
10- أبو يعلى علي بن عبيد بن العلاف البزاز.
11- أبو الحسن أحمد بن المظفّر بن أحمد العطار الشافعي الفقية الواسطي، ممّا روى عنه: حديث السفينة
12- أبو القاسم الفضل بن محمّد بن عبد اللّه الأصفهاني.
13- أبو بكر أحمد بن محمّد بن علي بن عبد الرزاق الهاشمي الخطيب الواسطي.
14- أبو الحسن علي بن أحمد بن المظفر بن محمّد العدل العطّار الفقيه الشافعي.
15- أبو الحسن محمّد بن محمّد بن إبراهيم بن مخلد البزاز.
16- أبو محمّد الحسن بن أحمد بن موسى الغندجاني- بضم الغين المعجمة وسكون النون ثمّ الدال المهملة ثم الجيم- نسبة إلى مدينة غندجان من مدن الأهواز، والظاهر أنّه معرب هنديجان في عصرنا هذا.
17- أبو الحسن علي بن الحسين بن الطيب الواسطي الصوفي.
18- أبو عبد اللّه محمّد بن علي بن الحسين بن عبد الرحمان العلوي.
19- أبو إسحاق إبراهيم بن طلحة بن إبراهيم بن محمّد بن غسان البصري النحوي.
20- القاضي أبو علي إسماعيل بن محمّد بن أحمد بن الطيب بن كماري العراقي الفقيه الحنفي المتوفى 468، وممّا روى عنه: أحاديث في ذم الخوارج وكفرهم.
21- أبو القاسم واصل بن حمزة البخاري
22- أبو منصور زيد بن طاهر بن سيار الفقيه الحنفي البصري.
23- أبو عبد اللّه محمّد بن أبي نصر بن عبد اللّه الحميدي.
24- أبو علي عبد الكريم بن محمّد بن عبد الرحمان الشروطي.
25- أبو الفتح علي بن محمّد بن عبد الصمد بن محمّد الدليلي الأصفهاني.
26- أبو غالب محمّد بن الحسين بن أبي صالح المقري العدل.
27- أبو طالب محمّد بن عليّ بن الفتح الحربّي البغدادي.
28- أبو القاسم عمر بن علي الميموني الواسطي الشافعي
29- أبو الحسن علي بن عبيد اللّه بن القصاب البيع الواسطي الشافعي.
30- أبو بكر محمّد بن أحمد بن عبد اللّه بن مامويه الواسطي الشافعي.
31- أبو القاسم الفضل بن محمّد بن عبد اللّه الأصفهاني.
32- أبو موسى عيسى بن خلف بن محمّد بن الربيع الأندلسي المالكي.
33- أبو البركات محمّد بن علي بن محمّد التمّار الواسطي الشافعي.
34- أبو البركات إبراهيم بن محمّد بن خلف الجمّاري السقطي.
35- القاضي أبو جعفر محمّد بن إسماعيل بن الحسن العلوي.
36- القاضي أبو تمام علي بن محمّد بن الحسين، روى عنه حديث: تختّموا بالعقيق.
37- أبو القاسم عبد اللّه بن محمّد بن عبد اللّه الرقاعي الأصفهاني.
38- القاضي أبو الحسن علي بن خضر الأزدي.
39- أبو الحسن علي بن عبد الصمد بن عبد اللّه بن القاسم الهاشمي العباسي.
40- أبو عبد اللّه الحسين بن الحسن بن يعقوب الدباس الواسطي.
41- القاضي أبو الحسن محمّد بن علي المعروف بابن الراسبي الشافعي.
42- أبو أحمد عبد الوهاب بن محمّد بن موسى الغندجاني المتوفى 447.
43- أبو الفضل محمّد بن الحسين بن عبيد اللّه البرجي الأصفهاني.

## الراون عنه والآخذون منه
أخذ وروى عنه عدّة:
1- ابنه أبو عبد اللّه محمّد القاضي بن علي بن محمّد بن الطيّب الجلابيّ المعروف كأبيه بابن المغازلي المتوفى 542.
2- أبو القاسم عليّ بن طراد الوزير البغدادي.
3- أبو المظفر عبد الكريم بن محمّد المروزي الشافعي الشهير بالسمعاني المتوفى سنة 562، صاحب كتاب الأنساب.
4- أبو عبد اللّه محمّد بن فتوح أبي نصر بن عبد اللّه الحميدي الأزدي المتوفى سنة 488، وكان صديقا له.

## آثاره العلمية
له عدة كتب ورسائل:
1- كتاب (الذيل لتاريخ واسط) لأسلم الواسطي الشهير ببحشل.
2- كتاب الأربعين حديثا في فضائل قريش.
3- كتاب شرح الجامع الصحيح (لم يتمه).
4- كتاب مناقب أمير المؤمنين علي بن أبي طالب.
5- ديوان شعر.
6- كتاب في القضاء والشهادات على مذهب الشافعي.
7- كتاب مناقب الشافعي ومرجّحات مذهبه على سائر المذاهب.

## وفاته ومدفنه
الأقوال في وفاته متضاربة فهناك قول بأنه مات في سنة 534 ذكر ابن الأثير في اللباب وتبعه الزبيدي في تاج العروس، وقول بأنه مات في سنة 483 وهو الذي صرّح به ونص عليه السمعاني حيث قال: غرق ببغداد في دجلة في صفر سنة 483 وحمل ميّتا إلى واسط ودفن بها وهو الأوجه:
أ- لأنه اتصل بابن المؤلّف أبي عبد اللّه ابن المغازلي، وسمع منه الكثير بواسط في نوبتين، وكان يلازمه مدّة مقامه بواسط، وأخذ منه ذيل تاريخ واسط لأبيه، فالظاهر بل المقطوع أنه ذكر بالتفصيل من علة الوفاة ويومه ومدفنه وحمله ميتا إلى واسط نقلا عن ابن المؤلف.
ب- المؤلف العلامة يروي أحاديث عن مشايخه، ويؤرخ سماعها، أو قراءتها، وأحيانا إجازتها بالكتابة بين السنوات 440- 433، والظاهر بحسب العادة بلوغه في تلك السنين مبلغ الرجال ولا أقلّ من ثلاثين، لأنه يبعد أن يكاتبه المشايخ في أقلّ من ذلك فلو كان وفاته في سنة 534 فقد عمر أكثر من 130 سنة مع أنّه لم يذكره أحد بالتعمير.
فعلى ذلك ما قاله ابن الأثير وتبعه الزبيدي في التاج لا يستقيم، ولعله قد سقط من مطبوع كتابه اللباب شيء.